# Gora Belopol’skogo
Gora Belopol’skogo (englische Transkription von russisch Гора Белопольского Gora Belopolskowo) ist ein Nunatak im ostantarktischen Mac-Robertson-Land. In den Prince Charles Mountains ragt er nordwestlich der O’Leary Ridges auf.
Russische Wissenschaftler benannten ihn. Der weitere Benennungshintergrund ist nicht hinterlegt.